# Idiocerus erythrophthalma
Idiocerus erythrophthalma är en insektsart som beskrevs av Franz Paula von Schrank 1776. Idiocerus erythrophthalma ingår i släktet Idiocerus och familjen dvärgstritar. Inga underarter finns listade i Catalogue of Life.